# Axylia obscura
Axylia obscura är en fjärilsart som beskrevs av Barend J. Lempke 1966. Axylia obscura ingår i släktet Axylia och familjen nattflyn. Inga underarter finns listade i Catalogue of Life.